# José Cesário
José de Almeida Cesário (Viseu, 20 de julho de 1958) é um deputado e político português. Foi deputado à Assembleia da República pelo Partido Social Democrata de 1983 até 2022. Possui uma licenciatura em Administração e Gestão Escolar através de Diploma de Estudos Superiores Especializados.